# Billère
Billère é uma comuna francesa na região administrativa da Nova Aquitânia, no departamento dos Pirenéus Atlânticos. Estende-se por uma área de 4,57 km². Em 2010 a comuna tinha 12 852 habitantes (densidade: 2 812,3 hab./km²).751 hab/km².